# Theddlethorpe St Helen
Theddlethorpe St Helen – wieś i civil parish w Anglii, w Lincolnshire, w dystrykcie East Lindsey. Leży 53 km na wschód od Lincoln i 209 km na północ od Londynu.
W 2011 civil parish liczyła 525 mieszkańców.